# 坂口愛
坂口 愛（さかぐち あい、1984年9月26日 - ）は、大阪府柏原市出身の元ボートレーサー。登録第4599号。大阪府立布施高等学校、奈良県立大学卒業。

## 来歴
- 106期訓練生としてやまと競艇学校入学し、リーグ戦勝率3.47（準優出1回）の成績で卒業した。[1]
- 2010年3月20日、選手登録
- 2010年5月10日からボートレース住之江で開催された 一般戦「WEB競艇TV杯」初日第1Rデビュー。6コースからコンマ31のスタートで6着[2]。
- 2011年1月5日からボートレース尼崎で開催された 一般戦「アクアコンシェルジュ杯争奪 福娘選抜オール女子戦」6日目（最終日）第1Rで初勝利を飾る[3]デビューから85走目の達成である。[1]。
- 2016年12月7日からボートレース戸田で開催された G3「オールレディース 第48回報知新聞社杯」6日目（最終日）第1Rで勝利[4]。結果として現役最後の1着となった。
- 2017年3月4日からボートレース芦屋で開催された 一般戦「ぐらんざ杯」5日目（最終日）第4Rが現役最後のレースとなった[5]。（4号艇4コース進入コンマ19スタートで6着）
- 2017年3月30日登録消除。（引退）

## エピソード
- 引退後はボートピア京都やわたで年間に数回レース予想を実施するなど、競艇評論家として活動している。
- 両親は、柏原市の近鉄河内国分駅前で鉄板焼ハウスやきやき亭をしている。店内には、大阪支部の女子選手のサインや、お客さんが作ったレースガイドボードがある。メニューには、お好み焼き以外に定食や一品料理、おでん、自家製の野菜を使った料理などがある[6]。

## 戦績
- 出走回数：668回
- 1着回数：19回
- 優出回数：0回
- 優勝回数：0回
- フライング(F)回数：6回
- 出遅れ(L)回数：0回
- 通算勝率：2.18
- 2連対率：5.54
- 3連対率：10.63
- 生涯獲得賞金：27,826,800円